# Project Glass
O Google Glass é um dispositivo semelhante a um óculos, que fixados em frente ao olho, disponibiliza uma pequena tela acima do campo de visão, que projeta ao seu utilizador: opções de música, previsão do tempo, mapas e, rotas de mapas; e além disso, também é possível efetuar chamadas de vídeo e tirar fotos de algo que se esteja a ver; e compartilhar imediatamente através da internet.

## História
O projeto era mantido pelos escritórios do Google X, pelo menos desde 2006; e até o dia 4 de abril de 2012, o Google Glass ainda era um projeto secreto da Google. Atualmente, o Google X conta com o apoio de especialistas em alta tecnologia, como Richard W. DeVaul e Babak Parviz. O visual do Google Glass parece sofisticado e futurista, mas não possui lentes dos dois lados. Sabe-se que o Google tem fornecido os protótipos ao seus colaboradores, a fim de poder lançar o produto ainda em 2014.

## Glass Explorer Program
Desde o dia 13 de maio de 2014, o Google Glass é vendido ao público em geral, mas somente para quem mora nos Estados Unidos. O dispositivo custa cerca de US$ 1,5 mil; e a comercialização faz parte do Glass Explorer Program, que ainda está na versão beta. O Google Glass estava disponível apenas para desenvolvedores ou pessoas que tivessem um projeto com o aparelho.
Um mês antes, o Google vendeu os óculos por 24 horas. O número de aparelhos foi limitado; e ainda era preciso responder um formulário para participar do Glass Explorer Program. Em 20 horas, todo o estoque do Google Glass foi comercializado.
Em 19 de janeiro de 2016, chega ao fim o Glass Explorer Program, consequentemente suspendendo por tempo indeterminado as vendas do atual modelo do dispositivo.

## Atualização
O modelo "Google Glass Enterprise II" é um óculos AR independente (standalone AR / all-in-one) monocular (LCoS único) lançado em 2019.
As especificações técnicas são:
- Resolução de imagem: 640x360;
- Passthrough: nativo, 8MP, 1080p, 30fps
- Rastreamento ocular: tipo 3 DoF não-posicional;
- Sistema embutido: Android 8.1;
- Chipset: Qualcomm Snapdragon XR1;
- CPU: Octa-core Kryo (2 x 2.52 GHz, 6 x 1.7 GHz);
- GPU: Adreno 615
- Memória: 3 GB LPDDR4;
- Armazenamento interno: 32 GB